# Anastasia Fesikova
Anastasiya Valeryevna Fesikova, antes Zuyeva (em russo:  Анастасия Валерьевна Фесикова (Зуева); Voskresensk, 8 de maio de 1990) é uma nadadora russa. Zuyeva disputou os Jogos Olímpicos de Verão de 2008 em Pequim onde disputou três provas, sendo o quarto lugar nos 200 metros costas seu melhor resultado.
Em 2009 durante o Campeonato Mundial de Esportes Aquáticos, nas semifinais dos 100 metros costas ela bateu o recorde mundial da prova com o tempo de 58s48, mas o recorde durou apenas um dia, já que na final a britânica Gemma Spofforth com tempo de 58s12 quebrou o seu recorde mundial.

## Principais resultados
| Ano  | Competição        | Prova          | Fase      | Pos. | Tempo   | Raia | Nota            |
| ---- | ----------------- | -------------- | --------- | ---- | ------- | ---- | --------------- |
| 2008 | Jogos Olímpicos   | 100 m costas   | Final     | 5    | 59.40   | 6    |                 |
| 2008 | Jogos Olímpicos   | 200 m costas   | Final     | 4    | 2:07.88 | 8    |                 |
| 2008 | Jogos Olímpicos   | 4x100 m medley | Final     | 5    | 3:57.84 | 2    |                 |
| 2009 | Capeonato Mundial | 100 m costas   | Semifinal | 1    | 58.48   | 4    | Recorde mundial |
| 2009 | Capeonato Mundial | 100 m costas   | Final     |      | 58.18   | 4    |                 |